# Mercedes Cup 2005
Il Mercedes Cup 2005 è stato un torneo di tennis giocato sulla terra rossa. È stata la 28ª edizione del Mercedes Cup, che fa parte della categoria International Series Gold nell'ambito dell'ATP Tour 2005. Si è giocato a Stoccarda in Germania, dal 18 al 24 luglio 2005.

## Campioni

### Singolare
Rafael Nadal ha battuto in finale  Gastón Gaudio,  6–3, 6–3, 6–4

### Doppio
José Acasuso /  Sebastián Prieto hanno battuto in finale  Mariano Hood /  Tommy Robredo con il punteggio di 7–6, 6–3